# Francisco Eguiagaray
Francisco Eguiagaray Bohigas (Lleó, 23 de juliol de 1934 - Viena, 14 de maig de 1999) va ser un periodista espanyol.

## Biografia
Doctor en Filosofia i especialitzat en l'Europa Oriental, va viure durant trenta anys entre Viena i Moscou com a corresponsal per a diferents mitjans de comunicació.
Va viure primer a Viena, on va treballar per a l'Agència EFE i a mitjans de la dècada de 1970 es va traslladar a la capital de la llavors Unió Soviètica per fer-se càrrec de la recentment inaugurada corresponsalia de Radio Nacional de España i Televisió Espanyola. De 1982 a 1992 va ser corresponsal de TVE amb oficines a Moscou i Viena, coacreditat en totes les capitals dels països del Tractat de Varsòvia i a Belgrad. Després de 1992 va col·laborar en el diari ABC i en Radio Austria Internacional. Va publicar, també, en revistes especialitzades de política internacional: Madrid i Crónica.
Va ser un estudiós i admirador de l'Imperi Austrohongarès, amb la dissolució del qual atribuïa l'atzarós esdevenir històric d'aquesta part del món durant el segle xx.

## Llibres publicats
- El P. Feijoo y la filosofía de la cultura de su época. Madrid, Instituto de Estudios Políticos 1964
- Historia contemporánea de España. Múnic, Max Hueber Verlag 1964
- España contemporánea.Munic, Max Hueber Verlag 1966
- Los intelectuales españoles de Carlos V. Madrid, Instituto de Estudios Políticos 1965
- Operación Perestroika. Barcelona, Edicions del Drac 1989
- Europa del Este: La revolución de la libertad. Barcelona, Edicions del Drac 1991